# Paisochelifer callus
Espèce
Synonymes
- Hysterochelifer callus Hoff, 1945

Paisochelifer callus est une espèce de pseudoscorpions de la famille des Cheliferidae.

## Distribution
Cette espèce se rencontre aux États-Unis en Illinois, au Michigan et au Maryland et au Canada au Nouveau-Brunswick.

## Publication originale
- Hoff, 1945 : New species and records of Cheliferid Pseudoscorpions. American Midland Naturalist, vol. 34, no 2, p. 511-522.